# Philip Roberts
Philip James Roberts (Newham, 7 aprile 1994) è un calciatore inglese naturalizzato irlandese, attaccante del Grays Athletic.

## Caratteristiche tecniche
È un centravanti.

## Carriera
È cresciuto nel settore giovanile dell'Arsenal.